# France 5
France 5 (estilizado como france·5) es un canal de televisión público perteneciente al grupo France Télévisions. Fue creado en 1994 y está enfocado en una programación cultural y educativa, con especial atención a los programas divulgativos, los documentales y los espacios de debate.
En su emisión analógica compartía su señal con el canal Arte, mientras que en la televisión digital terrestre emite durante las veinticuatro horas.

## Historia
El gobierno de Edouard Balladur creó por ley la cadena de televisión el 1 de febrero de 1994, con la intención de ocupar la frecuencia que La Cinq dejó vacante tras su desaparición en 1992 y que, de forma momentánea, también ocuparon Arte y Télé emploi. La nueva emisora se llamaría La Cinquième, estaría dedicada según el presidente Balladur al "saber, la formación y el empleo", y su primer presidente sería el periodista Jean-Marie Cavada.
La inauguración de La Cinquième se produjo el 13 de diciembre de 1994 con una gala en la que se desvelaron todas las bases de la programación: de 7:00 a 19:00 el canal sería ocupado por la nueva emisora, mientras que en el resto de horas pasaría a emitir el canal Arte. En sus primeros años los programas de la quinta cadena destacarían por tener unos formatos de corta duración, con una vocación divulgativa y pedagógica.
En marzo de 1997 el gobierno de Lionel Jospin impone la fusión de La Cinquième con La Sept-ARTE (actual Arte France), con lo que Arte y el quinto canal compartirían frecuencias, impulsando además un cambio en la programación para atraer a más público. En 1999 entra en el accionariado la cadena francófona TV5 y se modifica el logotipo del canal.
De forma paralela, en mayo de 1999 la Asamblea nacional aprueba el proyecto de ley que pretende agrupar todas las cadenas públicas en un holding. El 2 de agosto de 2000 La Cinquième pasa a integrarse en el grupo France Télévisions con Jean-Pierre Cottet como director, y un año después renueva por completo el 80% de su programación. El 7 de enero de 2002 la cadena pasa a llamarse France 5 y cambia su logotipo, al mismo tiempo que el resto de cadenas del grupo, en marzo del mismo año. El color que identifica el canal dentro del France Télévisions pasa a ser el verde.

## Programación

### Documental
- J'ai vu changer la Terre
- Sale temps pour la planète
- Les routes de l'impossible
- Fourchette & sac à dos
- J'irai dormir chez vous
- Vu sur Terre
- Des trains pas comme les autres
- Le doc sauvage ...

### Magacines
- Allo docteurs
- C dans l'air
- C à vous
- C à dire?!
- C politique
- C'est notre affaire
- C'est notre histoire
- Echappées belles
- Empreintes
- Entrée libre
- L'emploi par le net
- La Grande Librairie
- La Maison France 5
- Le Doc du dimanche
- Le Magazine de la santé
- Les escapades de Petitrenaud
- Les Maternelles
- Médias, le magazine
- Revu et corrigé
- Silence, ça pousse ! ...

### Programas juveniles
- Zouzous

## Organización
La organización inicial fue modificada en 2010 al integrarse dentro del grupo France Télévisions.

### Dirigentes de France 5
Presidentes-directores generales
El 2 de agosto del 2000, el cargo de presidente-director general de France 5 se fusionó con el CEO del grupo France Televisions.
Directores generales
- Jean-Pierre Cottet : 07/01/2002 - 31/01/2004[3]

- Daniel Goudineau : 01/02/2004 - 24/08/2005[4]

- Claude-Yves Robin : 25/08/2005 - 2010[5]

Directores de programas
- Geneviève Giard : 07/01/2002 - 25/08/2005
- Marie-Anne Bernard (adjointe) : 07/01/2002 - 01/02/2002
- Alexandre Michelin : 01/02/2004 - 05/2006
- Philippe Vilamitjana : 05/2006 - 2010

Director
- Bruno Patino
- Michel Field 22/08/2015 - 07/12/2015
- Caroline Got (interim) 08/12/2015 - 31/12/2015
- Nathalie Darrigrand 01/01/2016-

Directores de comunicación
- Jacques Bouzerand : 07/01/2002 - 02/02/2002
- Marie-Anne Bernard : 02/02/2002 - 15/10/2006
- Stéphane Bondoux : 15/10/2006 - 04/2008
- Valérie Dissaux : 15/03/2008 - 16/02/2011
- Laurence Cadenat : depuis le 16/02/2011

### Capital
Desde su creación el 1 de febrero de 1994 a junio de 1997, La Cinquième es gestionada por la sociedad nacional de programas públicos Televisión de conocimiento, formación y empleo, propiedad exclusiva del Estado francés. En junio de 1997, se fusionó con La Sept-Arte, la división francesa del canal franco-alemán Arte, dentro de un grupo de interés económico (GIE) cuyo capital pertenece en un 100% al Estado francés.
El 7 de enero de 2002, France 5 pasa a formar parte del holding France Télévisions y se convierte en la sociedad nacional de programación pública, propiedad en un 100 % por el estado francés.
El 4 de enero de 2010, pierde su estatus de sociedad para convertirse en una simple cadena gestionada por la nueva sociedad común, France Télévisions, también del Estado francés.

## Audiencias

### Audiencias en Francia
France 5 es en 2013 la 6.ª cadena más vista de la Televisión Digital Terrestre en Francia.
| 2000  | 2001  | 2002  | 2003  | 2004  | 2005  | 2006  | 2007  | 2008  | 2009  |
| ----- | ----- | ----- | ----- | ----- | ----- | ----- | ----- | ----- | ----- |
| 1,8 % | 1,9 % | 2,3 % | 2,9 % | 3,0 % | 3,1 % | 3,1 % | 3,3 % | 3,0 % | 3,1 % |

|      | Enero | Febrero | Marzo | Abril | Mayo  | Junio | Julio | Agosto | Septiembre | Octubre | Noviembre | Diciembre | Media Anual |
| ---- | ----- | ------- | ----- | ----- | ----- | ----- | ----- | ------ | ---------- | ------- | --------- | --------- | ----------- |
| 2009 |       |         |       |       |       |       |       |        |            |         |           |           | 3,1 %       |
| 2010 |       |         |       |       |       |       |       |        | 3,2 %      | 3,2 %   | 3,4 %     | 3,6 %     | 3,2 %       |
| 2011 | 3,4 % | 3,5 %   | 3,3 % | 3,1 % | 3,3 % | 3,2 % | 3,1 % | 3,4 %  | 3,4 %      | 3,2 %   | 3,5 %     | 3,5 %     | 3,3 %       |
| 2012 | 3,7 % | 3,7 %   | 3,5 % | 3,6 % | 3,5 % | 3,8 % | 3,3 % | 3,2 %  | 3,4 %      | 3,5 %   | 3,6 %     | 3,6 %     | 3,5 %       |
| 2013 | 3,4 % | 3,4 %   | 3,4 % | 3,4 % | 3,4 % | 3,4 % | 3,0 % | 3,2 %  | 3,2 %      | 3,2 %   | 3,3 %     | 3,2 %     | 3,3 %       |
| 2014 | 3,3 % | 3,1 %   | 3,2 % | 3,3 % | 3,2 % | 3,2 % | 2,7 % | 3,0 %  | 3,5 %      | 3,4 %   | 3,5 %     | 3,6 %     | 3,2 %       |
| 2015 | 3,5 % | 3,5 %   | 3,4 % | 3,3 % | 3,4 % | 3,4 % | 3,1 % | 3,2 %  | 3,3 %      | 3,4 %   | 3,5 %     | 3,6 %     | 3,4 %       |
| 2016 | 3,7 % | 3,5 %   | 3,4 % | 3,3 % | 3,4 % | 3,4 % | 2,9 % | 2,9 %  | 3,5 %      | 3,6 %   | 3,6 %     | 3,6 %     | 3,4 %       |
| 2017 | 3,7 % | 3,7 %   | 3,7 % | 3,5 % | 3,6 % | 3,7 % | 3,3 % | 3,4 %  | 3,5 %      | 3,6 %   | 3,6 %     | 3,6 %     | 3,6 %       |
| 2018 | 3,6 % | 3,7 %   | 3,7 % | 3,5 % | 3,6 % | 3,5 % | 2,9 % | 3,3 %  |            |         |           |           |             |

Fuente : Médiamétrie
Leyenda :
Fondo verde : mejor resultado histórico.
Fondo rojo : peor resultado histórico.
El récord de audiencia del canal se produjo el 7 de diciembre de 2015 con la emisión del programa de debate C dans l'air con motivo de las elecciones regionales francesas del 2015 que obtuvo 2.500.000 espectadores y un promedio del 17,2 % de cuota.

### Audiencias en Bélgica
En 2015 France 5 es la decimotercera cadena belga con más espectadores junto a 13e rue.
| 2010  | 2011  | 2012  | 2013  | 2014  | 2015  |
| ----- | ----- | ----- | ----- | ----- | ----- |
| 1,3 % | 1,3 % | 1,3 % | 1,3 % | 1,4 % | 1,4 % |